# Gemeenschappelijke kennis
In epistemische logica is gemeenschappelijke kennis een bepaalde vorm van kennis in een groep agenten. In een groep G is er gemeenschappelijke kennis over p als alle agenten in G weten dat p maar ook dat alle agenten weten dat alle agenten weten dat p evenals dat alle agenten weten dat alle agenten weten dat alle agenten weten dat p ad infinitum...
Het concept werd voor het eerst geïntroduceerd in filosofische literatuur door David Kellogg Lewis in zijn werk Convention: A Philosophical Study (1969). In 1976 creëerde Robert Aumann een formele definitie in de verzamelingenleer van dit concept.
Gemeenschappelijke kennis wordt ook gebruikt in speltheorie.

## Voorbeeld
Het concept gemeenschappelijke kennis wordt vaak toegelicht met de volgende puzzel (of een variant hiervan): op een eiland leven k mensen met blauwe ogen en de anderen hebben groene ogen. Er is ten minste 1 persoon met blauwe ogen (k ≥ 1). Als een persoon weet dat hij blauwe ogen heeft dan moet hij het eiland de volgende dag vroeg verlaten. Elke persoon kan de ogen van anderen zien, er zijn geen spiegels en er wordt niet met elkaar gepraat over de kleur van de ogen. Op een dag komt een buitenstaander naar het eiland die de waarheid spreekt, wat iedereen weet, en ook dat weet iedereen, enz. De buitenstaander vertelt het volgende, dat door iedereen op het eiland wordt gehoord en begrepen: "ten minste 1 van jullie heeft blauwe ogen". Het probleem is: er van uitgaande dat alle personen perfect kunnen redeneren en zich aan het voorschrift houden, en iedereen elke dag vaststelt hoeveel van de anderen op het eiland blauwe ogen hebben, wat is de uitkomst?
De oplossing is dat k dagen na de aankondiging alle personen met blauwe ogen het eiland zullen verlaten.
Dit is in te zien met een inductief argument: Als k = 1 dan zal degene met blauwe ogen bemerken dat alle anderen groene ogen hebben, en concluderen dat hij blauwe ogen heeft, en hij verlaat het eiland de volgende dag. Als k = 2 dan zal niemand het eiland verlaten na de eerste dag want de personen met blauwe ogen zien alleen 1 andere persoon met blauwe ogen. Pas als zij zien dat niemand het eiland verliet na de eerste dag zullen de twee personen met blauwe ogen concluderen dat zij zelf ook blauwe ogen hebben, en als gevolg hiervan verlaten zij het eiland een dag later. Meer algemeen houdt deze redenatie in dat er op de eerste k - 1 dagen niemand het eiland zal verlaten en k dagen na de aankondiging zullen degenen met blauwe ogen het eiland verlaten.
Het interessante is dat de buitenstaander voor k > 1 niets nieuws vertelt: de aanwezigen weten al dat er mensen met blauwe ogen zijn. Echter, voordat dit feit bekend wordt gemaakt, is het nog niet gemeenschappelijke kennis. Pas wanneer iedereen weet dat iedereen het weet, kunnen degenen met blauwe ogen dat na verloop van tijd van zichzelf weten, en nadat deze daarnaar handelen kunnen degenen met groene ogen dát van zichzelf weten.
Een variant hiervan is het muddy children probleem: in die variant gaat het om kinderen die al dan niet modder op hun hoofd hebben en door hun vader gevraagd wordt naar voren te stappen als ze weten of ze wel of niet modder op hun hoofd hebben. In dit geval stappen de kinderen met modder op hun hoofd naar voren na k momenten en de kinderen zonder modder stappen naar voren op tijdstip k + 1. (Vertrekken of naar voren stappen maakt niet uit, het gaat erom dat degenen met de speciale status laten blijken dat ze dit van zichzelf weten, en dat vervolgens de anderen weten dat ze zelf niet die status hebben.)

## Formele definitie

### Modale logica
In multi-modale logica waarbij de modale operatoren epistemisch geïnterpreteerd worden, wordt het concept van gemeenschappelijke kennis gedefinieerd met extra operatoren. Deze systemen zijn een uitbreiding van propositielogica. Aan deze logica worden  n intelligente agenten toegevoegd evenals n modale operatoren Ki met i = 1..n. Deze operatoren worden gebruikt om de kennis van agent i uit te drukken: {\displaystyle K_{i}\varphi } betekent 'agent i weet {\displaystyle \varphi }'. "Intelligent" houdt hierbij in dat een agent alles wat af te leiden is uit wat hij weet, ook weet.
Het is nu mogelijk een operator E, 'iedereen weet', als volgt te definiëren:
{\displaystyle E\varphi \Leftrightarrow \bigwedge _{i\in G}K_{i}\varphi }
Het is nu mogelijk gemeenschappelijke kennis te definiëren als:
{\displaystyle C\varphi \Leftrightarrow E\varphi \wedge EE\varphi \wedge EEE\varphi \wedge \ldots }
Anders geformuleerd:
{\displaystyle C\varphi \Leftrightarrow \bigwedge _{n=1}^{\infty }E^{n}\varphi }, waarbij n het aantal E-operatoren aanduidt (dus {\displaystyle E^{3}} wordt EEE).
In woorden: iets is gemeenschappelijke kennis als iedereen weet dat het geldt, evenals iedereen weet dat iedereen weet dat het geldt, et cetera.